# 南明镇
南明镇，是中华人民共和国贵州省黔东南苗族侗族自治州剑河县下辖的一个乡镇级行政单位。

## 行政区划
南明镇下辖以下地区：
南明街上社区、永兴村、岑戈村、屯侯村、小南村、升洞村、平凡村、河口村、漂寨村、凯寨村、孟优村、桂花村、大坪村、平珍村、坡王村、八十村、杨柳村、大洋村、坪洋村、高兴村、台沙村、中寨村和桂丹村。